# 弗拉维奥·比翁多
弗拉维奥·比翁多（英語：Flavio Biondo），（1392年—1463年），意大利历史学家，文艺复兴时期欧洲考古学家。人文主义历史编纂学中博学派的主要代表，为考古学研究的先驱。他在其所著的一本著作《论拉丁语》（1435年出版）中，他把意大利语和拉丁语两者紧密联系起来。
他的拉丁文的名字为弗拉维伊·勃伦杜斯（Flavius Blondus）。1423年至1432年流寓威尼斯。曾在罗马教廷供职。主要历史著作有1440年至1452年写成的《罗马衰亡以帝国灭亡后的编年史》（《罗马的千年史》）三十一卷，主要叙述472年至1440年间意大利的历史，也部分谈到其他国家的历史。此书史料丰富，考订详实，常为其他人文主义史学家所引用。他把5世纪至15世纪看成是一个独立的历史时期，取名为中世纪，“中世纪”一词即由他首先提出。 

## 扩展阅读
- Rome Restored, Edited by Marc Laureys and William McCuaig, English translation, To be announced.
- "Flavio Biondo" （页面存档备份，存于）. In Encyclopædia Britannica Online.
- "Flavio Biondo" （页面存档备份，存于） in Catholic Encyclopedia (1907).
- Castner, Catherine J. (ed., trans., comm.). Biondo Flavio's Italia illustrata: Text, translation, and commentary. Vol. I: Northern Italy. (Binghamton, NY: Global Academic Publishing, 2005).
- J. A. White (ed., trans.), Biondo Flavio, Italy Illuminated. Vol. 1: Books I-IV. (Cambridge, MA: Harvard University Press, 2005) (The I Tatti Renaissance Library, 20).